# Whiting (motorfiets)
Whiting is een historisch merk van motorfietsen.
Of de prototypes van de Australiër Saville Whiting Brits of Australisch zijn, daar kun je over discussiëren. Het maakte in die tijd waarschijnlijk ook niet uit, want Australië was toen nog “very British”.
Whiting ging vlak na het uitbreken van de Eerste Wereldoorlog naar Engeland om zijn prototypes te promoten. Zijn eerste was een zelfgemaakt frame met bladveren en een Douglas-motorblok. Het werd in de Britse pers enthousiast ontvangen, net als de opvolger die een JAP-blok had.
Whiting ontwikkelde echter ook nog een V-vier. Het lukte hem niet de machines in Engeland geproduceerd te krijgen en hij ging in 1920 terug naar Australië om het daar - tevergeefs - te proberen. Hij was zo teleurgesteld door de grote problemen met de V-vier dat hij de machine in 1948 verkocht onder de voorwaarde dat deze gesloopt zou worden. In 1958 werd de machine bij een motorsloper gevonden en gerestaureerd. De koper wist - waarschijnlijk dankzij de vooruitgang die de techniek sinds 1920 gemaakt had - de problemen met de V-vier op te lossen en nu rijdt er dus een unieke motorfiets door Australië.